# Patrick Mallet
Patrick Mallet (* 1970 in Genf) ist ein französischsprachiger Schweizer Comiczeichner. 

## Leben
Mallet ist in Genf geboren, wo er auch aufwuchs und 1990 die Matura machte. Danach ging er nach Paris, wo er an der École supérieure d'arts graphiques studierte. Er arbeitete zuerst als Grafiker, dann als Illustrator für Jugendliteratur. 
Für die Handlung seiner Comicsgeschichten stützt er sich meist auf bestehende Literatur aus dem 18. und dem 19. Jahrhundert. Die Trilogie Les plombs de Venise (Die Bleie von Venedig) ist frei nach dem autobiographischen Buch Geschichte meiner Flucht aus den Gefängnissen der Republik von Venedig von Casanova erzählt. In der Serie Achab erfindet er die Lebensgeschichte des Kapitän Ahab vor der Handlung von Moby Dick. In Vathek erzählt er die Geschichte des Kalifen Vathek nach dem gleichnamigen Roman von William Beckford. Die Gruselgeschichte Smarra ou les Démons de la nuit ist nach der gleichnamigen Novelle von Charles Nodier gezeichnet. Mehrere seiner Bücher sind von Laurence Croix koloriert. 
2008 gewann er mit Premières chasses, der zweite Band der Serie Achab, den Prix Rodolphe Töpffer pour la jeune bande dessinée genevoise.

## Werke
- Patrick Mallet: J'ai pas sommeil ! La Joie de lire, Genf 2002, ISBN 288258220X.
- Patrick Mallet: Le montreur de marionnettes. Paris 2004.
- Patrick Mallet:  Les plombs de Venise – 1 L'enfer pour compagnon. Treize étrange, Toulouse 2004, ISBN 2745912909.
- Patrick Mallet:  Les plombs de Venise – 2 La chambre aux mille visages. Treize étrange, Toulouse 2005, ISBN 274591555X.
- Patrick Mallet:  Les plombs de Venise – 3 Contempler les étoiles. Treize étrange, Toulouse 2005, ISBN 2745917587.
- Patrick Mallet: Vathek. Glénat, Grenoble 2006, ISBN 978-2723455695
- Patrick Mallet: Achab – 1 Nantucket. Treize étrange, Toulouse 2007, ISBN 978-2745926906.
- Patrick Mallet: Achab – 2 Premières campagnes. Treize étrange, Grenoble 2009, ISBN 978-2723469302.
- Patrick Mallet: Smarra ou les Démons de la nuit. Glénat, 2010, ISBN 978-2723467537.